# 전기 영화

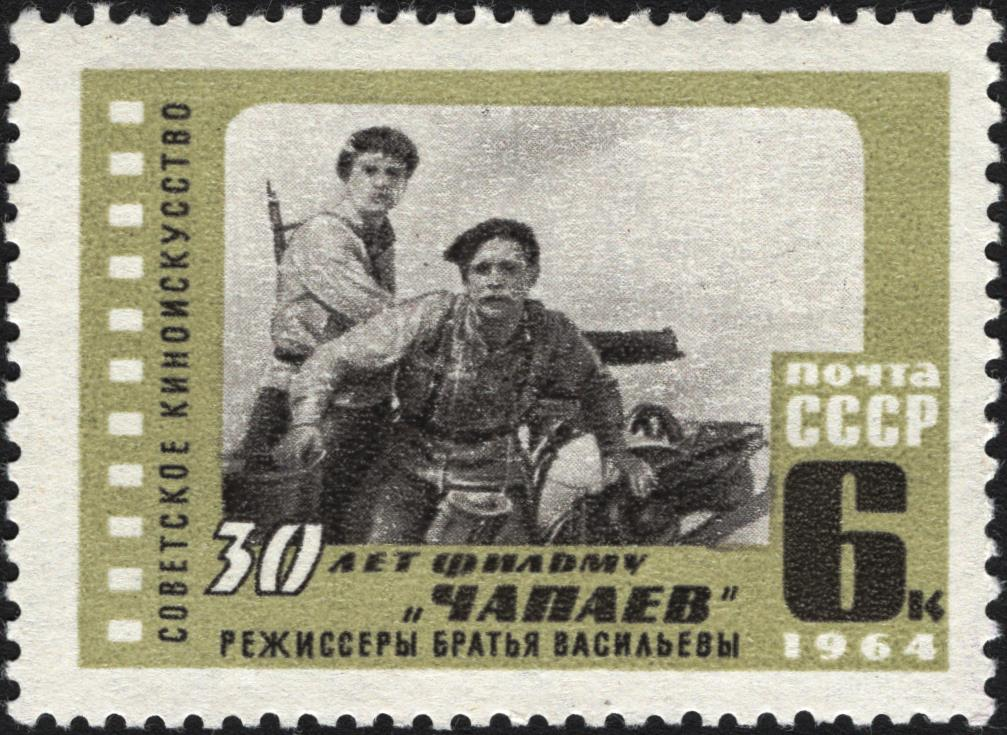
1934년 러시아의 전쟁 영웅 바실리 차파예프의 전기를 다룬 영화 《차파예프》

전기 영화(영어: Biographical film) 또는 바이오픽(영어: biopic)은 실존 인물의 삶을 각색한 영화를 말한다. 전기 영화는 주로 역사적 인물의 삶을 보여주며 인물의 실명이 사용된다. 전기 영화는 한 사람의 인생 이야기나 그들의 인생에서 역사적으로 가장 중요한 시기들을 포괄적으로 전달한다는 점에서 다큐멘터리 영화나 시대극과는 다르다.

## 개요
전기 영화 학자로는 스태튼아일랜드 대학의 조지 F. 커스틴(George F. Custen)과 인디애나 대학교 퍼듀 대학교 인디애나폴리스 캠퍼스의 데니스 P. 빙엄(Dennis P. Bingham)이 있다. 커스틴은 Bio/Pics: How Hollywood Constructed Public History (1992)에서 이 장르가 할리우드 스튜디오 시대, 특히 대릴 F. 재넉과 함께 사라진 것으로 보고 있다. 한편, 빙엄의 2010년 논문 '어쨌든 누구의 삶인가? 현대 영화 장르로서의 전기 영화'는 릭 올트먼이 그의 연구 '필름/장르'에서 보여준 것과 유사한 궤적을 따라 스튜디오 시대에 사용된 많은 은유를 사용하여 그것이 어떻게 체계화된 장르로 영속되는지 보여준다. 빙엄은 또한 남성 전기 영화와 여성 전기 영화를 서로 다른 장르로 분류했으며, 남성 전기 영화는 일반적으로 위대한 업적을 다루는 반면 여성 전기 영화는 일반적으로 여성의 피해를 다룬다고 봤다. 엘렌 체셔(Ellen Cheshire)의 2014년 전기 영화 《사진 속 인생》은 1990년대와 2000년대의 영국과 미국 영화를 살펴본다. 각각의 챕터에서는 직업별로 연결된 주요 필름을 논평하고 추가 시청 목록으로 마무리한다. 크리스토퍼 로베(Christopher Robé)는 또한 2009년 《시네마 저널》(Cinema Journal)에 게재된 "Taking Hollywood Back"이라는 기사에서 바이오픽의 기반이 되는 성별 규범에 대해 기술했다.
로저 이버트는 《허리케인 카터》와 전기 영화의 왜곡을 옹호하며 "삶의 영화를 통해 한 남자에 대한 진실을 찾는 것은 그를 사랑하는 할머니에게서 찾는 것과 마찬가지다. ... 허리케인은 다큐멘터리가 아니라 우화이다."라고 말했다.

## 캐스팅
전기 영화의 캐스팅은 논란의 여지가 있을 수 있다. 캐스팅은 주로 외모의 유사성과 그 사람의 특성을 묘사하는 능력 사이의 균형을 맞추어 진행된다. 1995년 영화 《닉슨》에서 리처드 닉슨 대통령을 연기한 앤서니 홉킨스는 처음에 자신은 닉슨 대통령과 닮은 점이 없기 때문에 그를 연기해서는 안 된다고 생각했다. 1956년 영화 《정복자》에서 미국의 영화 배우 존 웨인이 몽골 장군 역으로 캐스팅 되어 문제가 되기도 했다. 또 1983년 TV 미니시리즈 《사다트》에서 아프리카계 미국인 배우인 루이스 고셋 주니어가 이집트 대통령 안와르 사다트 역을 맡자 이집트 비평가들이 이를 비판하기도 했다. 또한 싱어송라이터 셀레나의 전기를 다룬 1997년 영화 《셀레나》에서 푸에르토리코계 뉴욕 출신 제니퍼 로페즈가 멕시코계 미국인인 셀레나 역을 맡자 일각에서 이를 반대하기도 했다.
실존 인물과의 유사성으로 캐스팅이 화제가 된 경우도 있는데 대표적으로 2009년 영화 《우리가 꿈꾸는 기적: 인빅터스》에서 넬슨 만델라 역을 맡은 모건 프리먼과 2012년 영화 《링컨》의 에이브러햄 링컨 역을 맡은 다니엘 데이 루이스, 2018년 영화 《보헤미안 랩소디》의 프레디 머큐리 역을 맡은 라미 말렉 등이 있다.

## 영화적 각색
전기 영화의 배역은 많은 배우들에게 가장 힘든 역할로 여겨진다. 배역을 맡은 인물이 과거 또는 현재 실존 인물이고, 그 행동과 특징이 대중에 알려져 있기 때문이다. 만약 역사적 인물이라면 그 부담은 더하다. 1967년 영화 《우리에게 내일은 없다》에서 클라이드 배로와 보니 파커 역의 워런 비티와 페이 더너웨이, 1982년 영화 《간디》에서 마하트마 간디 역의 벤 킹즐리, 1994년 영화 《에드 우드》에서 에드 우드 역의 조니 뎁, 1999년 영화 《맨 온 더 문》에서 앤디 카우프만 역의 짐 캐리, 1992년 영화 《채플린》에서 찰리 채플린 역과 2023년 영화 《오펜하이머》에서 루이스 스트로스 역의 로버트 다우니 주니어, 2004년 영화 《레이》에서 레이 찰스 역의 제이미 폭스, 2013년 영화 《세이빙 미스터 뱅크스》에서 PL 트래버스와 월트 디즈니 역의 엠마 톰슨과 톰 행크스, 2014년 영화 《사랑에 대한 모든 것》에서 스티븐 호킹 역의 에디 레드메인, 영화 《오펜하이머》에서 J. 로버트 오펜하이머 역의 킬리언 머피 등은 모두 전기 영화에 출연한 후 드라마 배우로서 새로운 존경을 받게 되었다.
일부 전기 영화는 의도적으로 사실을 과장하기도 한다. 2002년 영화 《컨페션》은 게임 쇼 진행자 척 배리스가 CIA 요원이라고 주장하며 널리 비난받았지만 인기를 끌었던 동명의 회고록을 바탕으로 만들어졌다. 1991년 영화 《카프카》는 작가 프란츠 카프카의 삶과 그의 소설의 초현실적 측면을 모두 통합하여 각색되었다. 라울 월시의 1941년 영화 《장렬 제7기병대》는 군인 커스터의 이야기를 다루지만 매우 낭만주의적으로 각색했다. 미국의 가수 짐 모리슨을 소재로 한 올리버 스톤 감독의 1991년 영화 《도어즈》는 짐 모리슨과 그를 연기한 배우 발 킬머의 외모와 노래가 매우 유사하다는 점에서 높은 평가를 받았지만, 팬들과 밴드 멤버들은 발 킬머가 짐 모리슨을 연기하는 방식을 좋아하지 않았고 몇몇 장면은 완전히 지어지기도 했다.

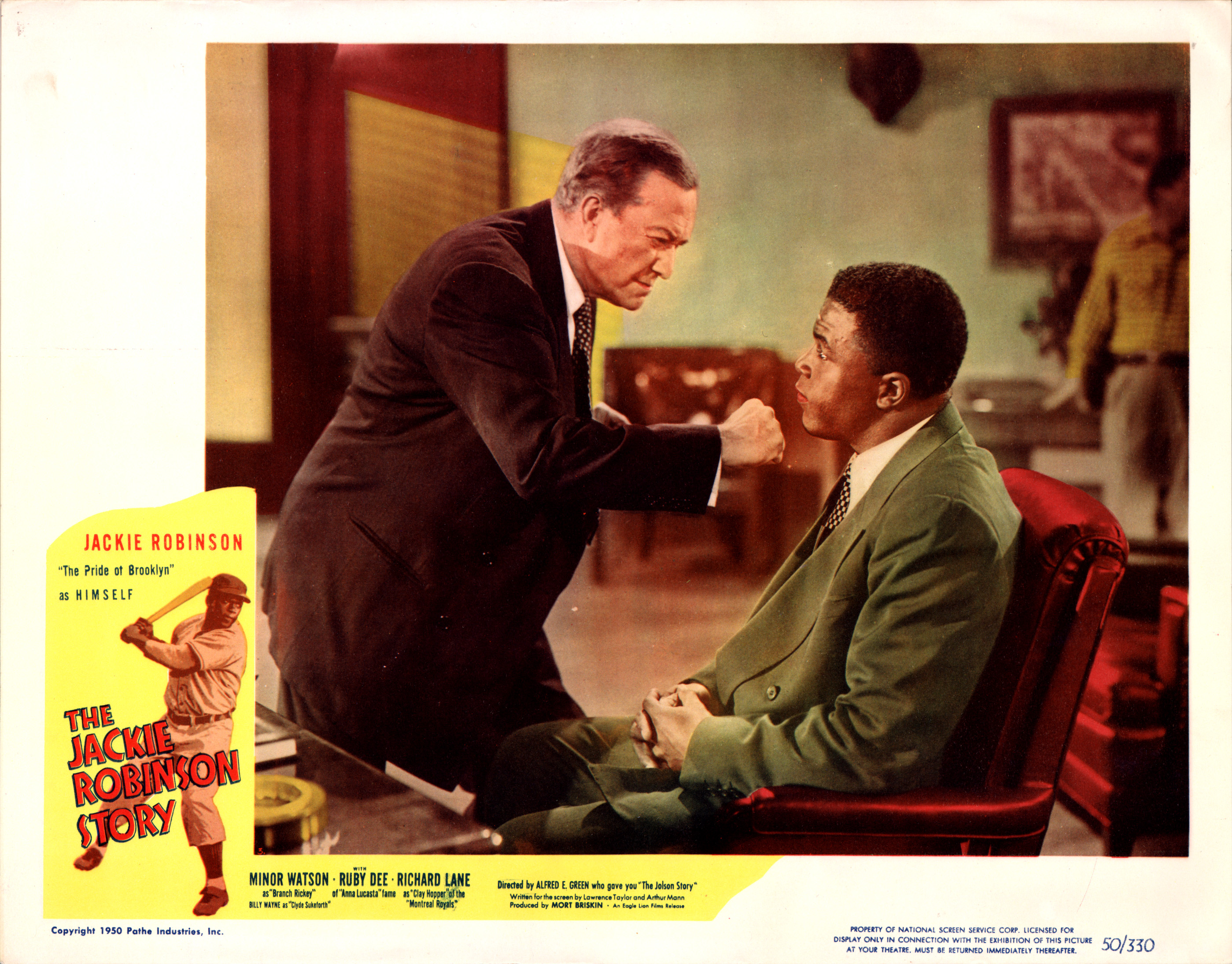
1950년작 《재키 로빈슨 스토리》에서 본인을 연기한 재키 로빈슨(우측)

드물게는 영화의 주인공이 스스로를 연기하기도 하는데 이러한 바이오픽을 오토 바이오픽(auto biopics)이라고 한다. 대표적으로, 1950년작 《재키 로빈슨 스토리》의 재키 로빈슨, 1977년작 《The Greatest》의 무하마드 알리, 1955년작 《불타는 전장》의 오디 머피, 1990년작 《콜 미 안나》의 패티 듀크, 1954 년작 《밥 머사이어스 스토리》의 밥 머사이어스, 1969년작 《앨리스의 레스토랑》의 알로 거스리, 2006년작 《Life Is Not a Fairy Tale》의 판타지아 배리노, 1997년작 《언터쳐블 가이》의 하워드 스턴 등이 있다.
2018년에는 퀸의 보컬 프레디 머큐리의 삶을 바탕으로 한 뮤지컬 바이오픽 《보헤미안 랩소디》가 당시 역사상 가장 높은 수익을 올린 바이오픽이 되었다. 2023년에는 J. 로버트 오펜하이머의 전기를 다룬 《오펜하이머》에 의해 그 기록이 깨졌다.